# Aepyornithomimus
Aepyornithomimus – wymarły rodzaj dinozaura, teropoda z grupy celurozaurów i ornitomimozaurów oraz rodziny ornitomimów.
Skamieniałości nieznanego nauce dinozaura znaleziono w Mongolii, w okolicy Tögrögiin Shiree, jakieś pół setki kilometrów na północny zachód od Bayn Dzak. Szczątki znajdowały się pośród eolicznych osadów formacji Djadokhta, datowanej na kredę późną. Leży ona między formacją Bayanshiree powstałą w cenomanie lub turonie a formacją Baruungoyot datowaną na santon bądź kampan. Autorzy opisu rodzaju wskazali, że o ile pośród skał tej formacji często znajdywano skamieniałości innych teropodów takich jak dromeozaury czy Parvicursorinae, o tyle pozostałości ornitomimozaurów należały w niej do rzadkości (znaleziono je wcześniej dwukrotnie), a nowy okaz ewidentnie zaliczał się do tej właśnie grupy celurozaurów. Ponadto żadnego ornitomimozaura nie znaleziono wcześniej w tej lokalizacji. Odnalezione skamieniałości obejmowały kości dystalnej części kończyny dolnej, tak więc kości skokową, piętową, dystalną trzecią kość śródstopia oraz kompletną stopę. Kości wyróżniały się takimi cechami, jak dwie nierówne wklęsłości na wspomnianej trzeciej kości śródstopia, zakrzywione powierzchnie łączące się z innymi kośćmi na drugiej i czwartej kości śródstopia oraz nachylenie przyśrodkowego kłykcia na proksymalnym paliczku czwartego promienia. Prócz tych autapomorfii, które umożliwiły zespołowi Tsogtbaatara opisanie nowego rodzaju, kości cechowały się również właściwościami spotykanymi u przedstawicieli rodziny ornitomimów, pozwalającymi na zaliczenie nowego okazu do tej właśnie rodziny. Jak inne ornitomimozaury, Aepyornithomimus cechował się bezzębnym dziobem, długimi kończynami górnymi i silnymi dolnymi. Tsogtbaatar i współpracownicy ukuli nową nazwę rodzajową, odnosząc się do mamutaka (Aepyornis), wielkiego nielotnego ptaka z Madagaskaru, który wyginął w czwartorzędzie i budowa stopy którego przypominała budowę stopy nowego dinozaura. Z kolei mimus oznacza w łacinie „podobny”. Jedyny gatunek zaliczony do tego rodzaju nosi epitet tugrikinensis, który odwołuje się do miejsca znalezienia szczątków.